# Свети Димитър (Преод)
Вижте пояснителната страница за други значения на Свети Димитър.
„Свети Димитър“ (на македонска литературна норма: „Свети Димитар“) е възрожденска православна църква в щипското село Преод, източната част на Северна Македония. Част е от Брегалнишката епархия на Македонската православна църква – Охридска архиепископия. Църквата е изградена в XIX век. Иконите са от 1871 година, дело в най-голямата си част на хаджи Коста Кръстев, както и на неизвестни автори от кратовска тайфа.